# Andrzej Strug
Pour les articles homonymes, voir Strug.
Andrzej Strug, pseudonyme de Tadeusz Gałecki, né à Lublin (Pologne) le 28 novembre 1871 et mort à Varsovie (Pologne) le 9 décembre 1937, est un homme politique socialiste polonais, homme de lettres et militant pour l'indépendance de la Pologne.

## Biographie
Andrzej Strug, qui était franc-maçon, a décliné l'offre de rejoindre la prestigieuse Académie polonaise de littérature, en réaction aux critiques officielles à l'encontre du mouvement maçonnique.